# Споменик Интернационалним бригадама
Споменик Интернационалним бригадама формираним у Шпанији налази се у Карађорђевом парку, у београдској општини Врачар. У близини је и улица Интернационалних бригада.

## Карактеристике споменика
Споменик чини стилизована плоча од белог камена, са знаком са заставе Интернационалних бригада и натписом: „Интернационалне бригаде формиране су у Шпанији 1936. године, од добровољаца из 53 земље, који су притекли у помоћ херојском шпанском народу у његовој борби против фашистичке агресије. Оне су биле најлепши пример међународне солидарности и пролетерског интернационализма. У њиховим редовима било је преко 1700 југословенских добровољаца од којих је 800 оставило своје животе на бојним пољима Шпаније.
Ову плочу подиже Савез бораца НОРЈ у част 20 годишњице формирања првих јединица интернационалних бригада, Београд 28.10.1956. године.“ (фотографија).

## Историја
Пет година Друге шпанске републике, конституисане 1931. године, протицало је у сталним сукобима републиканских партија и ултрадесничарских и фашистичких странака, а сукоби су кулминирали 1936. године, када генерали Мола, Санхурто и Франко дижу буну против легално изабране владе Републике. Започиње шпански грађански рат, уз подршку Хитлерових и Мусолинијевих снага, с једне стране и Совјетског Савеза и Мексика, са друге стране, уз све веће учешће добровољаца из више од педесет земаља са свих континената. Међутим, ни ове интернационалне бригаде нису успеле да спрече победу Франка и пораз Републике 1938. године, када је донета одлука о престанку ангажовања свих страних учесника из шпанског сукоба и повлачењу интернационалних бригада. 
Преживели југословенски борци интернационалних бригада прошли су кроз логоре и затворе у Француској, учествовали у покретима отпора у Француској и другим земљама окупиране Европе, а један број је успео да се врати у Југославију, где су учествовали у НОБ-у.  	 
Заклетва добровољаца „Шпанских бораца“ је гласила: „Ја сам овде, јер сам добровољац и даћу ако буде потребно и последњу кап своје крви за слободу Шпаније и слободу целог света“